# Alsó-Fehér
Le comitat d’Alsó-Fehér (en hongrois Alsó-Fehér vármegye, de fehér « blanc » et alsó « bas » ; en roumain comitatul Albei de Jos ; en allemand Komitat Unterweißenburg ; en latin comitauts Albensis inferior) est un  comitat du royaume de Hongrie et de la principauté de Transylvanie qui a existé entre le XIIIe siècle et 1784, puis à nouveau après 1867 et jusqu'en 1918 mais avec une surface amoindrie. Situé en Transylvanie, son chef-lieu était Nagyenyed (Aiud en roumain). Il tire son nom de la ville d’Alba Iulia (en allemand Weißenburg).

## Géographie
Le comitat d'Alsó-Fehér avait une superficie de 3 646 km2 pour une population de 221 618 habitants en 1910 (densité : 60,8 hab/km2). Il s'étendait dans la partie est des Monts Apuseni (Monts Trăscău) et était parcouru par les rivières Mureș et Târnava.
Il était limité au nord par le comitat de Torda-Aranyos (Turda-Arieș en roumain), à l'est par les comitats de Kis-Küküllő et Nagy-Küküllő (Târnava-Mică et Târnava-Mare en roumain), au sud par le comitat de Szeben (Sibiu en roumain) et à l'ouest par le comitat de Hunyad (Hunedoara en roumain).

## Histoire
Apparu au XIIIe siècle, le comitat d'Albe comprenait, outre son territoire de 3 646 km2 rétabli après 1867 (Albe-Inférieure, en hongrois Alsó-Fehér, en roumain Alba-de-jos), une douzaine d'enclaves éparses dans les territoires des Saxons et des Sicules (Albe-Supérieure, en hongrois Felső-Fehér, en roumain Alba-de-sus). Le comitat d’Albe disparaît en 1711 lors de l’établissement des nouveaux Bezirke par l’empereur Charles III d'Autriche; après le Compromis austro-hongrois de 1867 qui supprime la principauté de Transylvanie, la partie d’Albe-Inférieure est rétablie dans le cadre de la couronne hongroise.
En décembre 1918, l’Albe-Inférieure est intégrée au royaume de Roumanie, ce qui fut confirmé par le traité de Trianon en 1920. Elle devient alors le județ d'Alba, au nord-est du județ de Sibiu et à l'ouest du județ de Mureș. En 1950, le județ d'Alba est supprimé au profit des régions administratives de la République populaire roumaine. Lors du rétablissement des județe en 1968, il est rétabli mais avec des limites légèrement différentes.

## Subdivisions
Le comitat de 1876 était composé de quatre districts urbains et de huit districts ruraux.
| District      | Chef-lieu     |
| ------------- | ------------- |
| Abrudbánya    | Abrudbánya    |
| Gyulafehérvár | Gyulafehérvár |
| Nagyenyed     | Nagyenyed     |
| Vizakna       | Vizakna       |

| District    | Chef-lieu   |
| ----------- | ----------- |
| Alvinc      | Alvinc      |
| Balázsfalva | Bálazsfalva |
| Kisenyed    | Vizakna     |
| Magyarigen  | Magyarigen  |
| Marosújvár  | Marosújvár  |
| Nagyenyed   | Nagyenyed   |
| Tövis       | Tövis       |
| Verespatak  | Verespatak  |

## Démographie
En 1900, le comitat comptait 212 352 habitants dont 166 099 Roumains (78,22 %), 36 360 Hongrois (17,12 %) et 7 953 Allemands (3,75 %).
En 1910, le comitat comptait 221 618 habitants dont 171 483 Roumains (77,28 %), 39 107 Hongrois (17,65 %) et 7 269 Allemands (3,28 %).